# Techentin
Techentin ist eine Gemeinde im Landkreis Ludwigslust-Parchim in Mecklenburg-Vorpommern (Deutschland). Sie wird vom Amt Goldberg-Mildenitz mit Sitz in der Stadt Goldberg verwaltet.

## Geografie
Die Gemeinde liegt etwa 6 km westlich von Goldberg und 20 km südlich von Sternberg. Das in Nord-Süd-Richtung langstreckte Gemeindegebiet grenzt im Norden an den Dobbertiner See, welcher teilweise auf dem Gemeindegebiet liegt. Beim Ortsteil Langenhagen befinden sich die unter Naturschutz stehenden Langenhägener Seewiesen. Die Erhebungen im Gemeindegebiet überschreiten knapp die 90 m ü. NHN.
Ortsteile der Gemeinde sind Augzin, Below, Hof Hagen, Langenhagen, Mühlenhof, Techentin und Zidderich.

## Geschichte
Der Name Techentin kommt aus dem slawischen „teche“ für Trost. Also würde Techentin Ort des Trostes bedeuten. Erstmals urkundlich erwähnt wurde er im Jahr 1219. In der Gründungsurkunde des Klosters Sonnenkamp wurde der Ort „in terra Cutsin in uilla, que dicitur Techutin, XX mansos“ erwähnt.
Das Dorf Below wurde Mitte des 13. Jahrhunderts durch Ansiedlung deutscher Bauern gegründet.
Das Dorf Zidderich wurde Mitte des 13. Jahrhunderts durch die Brüder de Belowe gegründet. Im Dreißigjährigen Krieg entvölkerte sich der Ort. Es entwickelte sich ab 17. Jahrhundert ein Bauhof, der zum Pachtgut wurde. 1945 erfolgte die Enteignung. Heute (2011) ist vom Gutshaus nichts mehr zu finden, vom ehemaligen Gutspark ein kleiner Rest.
Am 1. Januar 1951 wurden die bisher eigenständigen Gemeinden Below und Zidderich eingegliedert.
Zeitgleich mit den Kommunalwahlen am 7. Juni 2009 fusionierten die bis dahin eigenständigen Gemeinden Langenhagen und Techentin zur Gemeinde Techentin.

## Politik

### Wappen
| Wappen von Techentin | Blasonierung: „In Rot zwei schräg gekreuzte goldene Abtsstäbe, begleitet: oben von einer goldenen Fürstenkrone, unten von einem silbernen Dreieckschild, darin ein schwarzer Doppeladler.“ |
| Wappen von Techentin | Wappenbegründung: Das Wappen stellt geschichtliche Bezüge zu den zur Gemeinde zählenden Ortsteilen her. So symbolisiert die Fürstenkrone in erster Linie den Ortsteil Zidderich als zeitweilige Domäne des Großherzoglichen Haushalts, in zweiter Linie die Zugehörigkeit aller Ortsteile zum ehemaligen Herzogtum bzw. Großherzogtum Mecklenburg-Schwerin. Die gekreuzten Abtsstäbe kennzeichnen die Zugehörigkeit von Ortsteilen zu den Klöstern Sonnenkamp bzw. Dobbertin. Mit dem schwarzen Doppeladler, dem ältesten Wappen derer von Below, wird der Bezug zum mutmaßlichen Gründer des gleichnamigen Ortes hergestellt. Einer Wappensage zufolge soll ein Below das Wappenbild von Heinrich dem Finkler (deutscher König Heinrich I., reg. 919–936) einst als Auszeichnung für im Kampf gegen die Hunnen (richtiger: Ungarn) erwiesene Tapferkeit verliehen bekommen haben. Das Wappen und die Flagge wurde 1997 von dem Schweriner Heraldiker Heinz Kippnick gestaltet, war vom 29. Oktober 1997 bis zum 6. Juni 2009 Hoheitszeichen der alten Gemeinde Techentin und unter der Nr. 140 der Wappenrolle des Landes Mecklenburg-Vorpommern registriert. Nach der Fusion mit der Gemeinde Langenhagen zur neuen Gemeinde Techentin wurde das Wappen von der neu entstandenen Gemeinde ausdrücklich angenommen und am 15. September 2009 durch das Ministerium des Innern genehmigt und unter der Nr. 327 der Wappenrolle des Landes Mecklenburg-Vorpommern registriert. |

### Flagge

Flagge der Gemeinde Techentin

Die Flagge besteht aus gelbem Tuch. Es ist in der Mitte mit dem Gemeindewappen belegt, das zwei Drittel der Höhe und ein Drittel der Länge des Flaggentuchs einnimmt. Die Höhe des Flaggentuchs verhält sich zur Länge wie 3:5.

### Dienstsiegel
Das Dienstsiegel zeigt das Gemeindewappen mit der Umschrift „GEMEINDE TECHENTIN“.

## Sehenswürdigkeiten

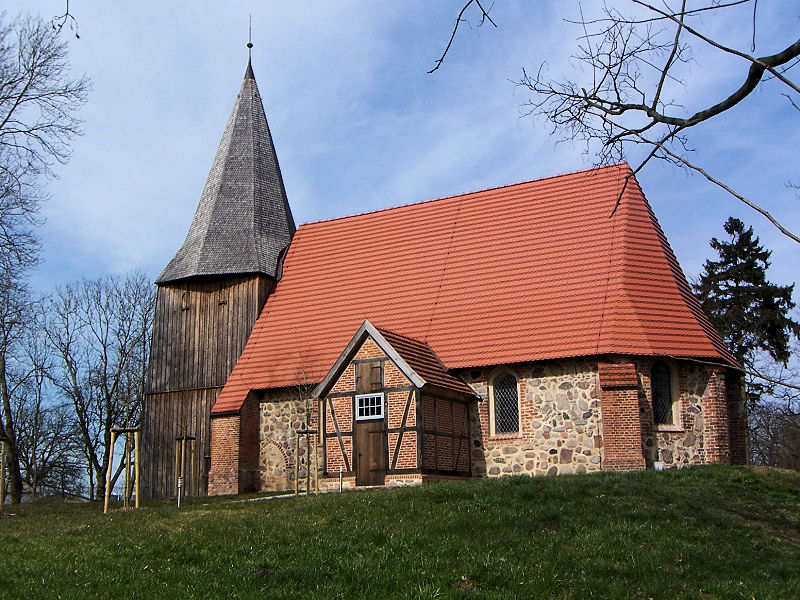
Dorfkirche Techentin, 2008

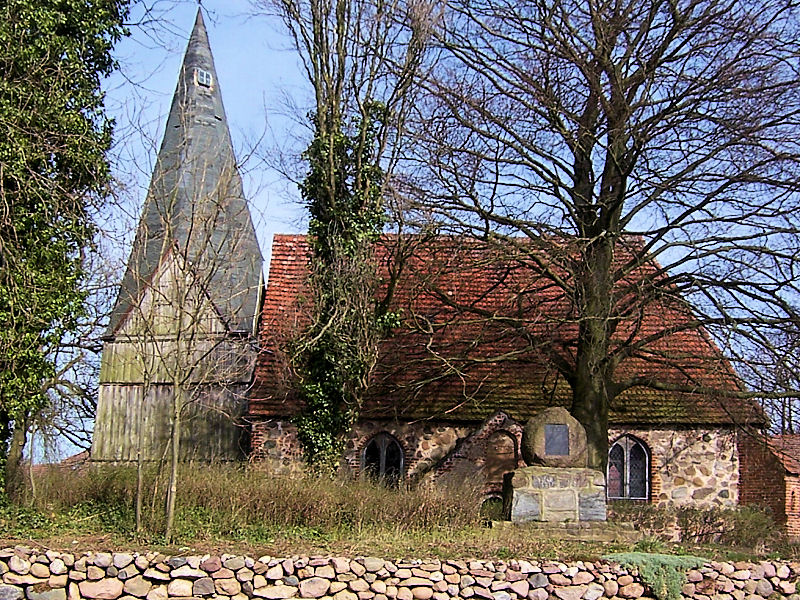
Dorfkirche in Below, 2008

- Dorfkirche Techentin aus dem 13. Jahrhundert, aus Feld- und Backsteinen. Die Kirche wurde in den Jahren 2003 bis 2007 vom Fundament bis zum Dach grundlegend erneuert. Daran war auch die Deutsche Stiftung Denkmalschutz beteiligt. Auf dem Dach des Holzturms wurden 12.000 neue Lärchenholz-Schindeln mit 25.000 Nägeln befestigt. Auf dem Friedhof Techentin findet sich ein Grab für zwei 45-jährige deutsche Soldaten, Todesdatum 2. Mai 1945.
- Altes Pfarrhaus in Techentin neben der Kirche. Es ist baufällig, aber bewohnt und wird hergerichtet.
- Dorfkirche Below: alte Feldsteinkirche, deren durchgreifende Sanierung auch Mitteln der Deutschen Stiftung Denkmalschutz zu verdanken ist.
- Gedenkstätte vor dem Ortsausgang des Ortsteiles Zidderich mit Gedenkstein für zwölf sowjetische Zwangsarbeiterinnen und Kriegsgefangene, die hier 1945 in verschiedenen Gebäuden des Ortes Zidderich an dem damals grassierenden Typhus verstarben.[8] Bis 1989 fanden an dem kleinen Hain jährlich Gedenkfeiern statt, an denen sich auch die sowjetische Garnison aus Parchim beteiligte.

## Verkehr
Über die Bundesstraße 192 erreicht man von Goldberg aus die Bundesautobahn 19 Anschluss Malchow nach etwa 22 Kilometern. Bis 1996 verkehrten zudem Züge auf der Bahnstrecke Wismar–Karow durch den Ort. Die Strecke wird heute für Draisinenfahrten genutzt.

## Persönlichkeiten
- Michael Conrad Curtius (1724–1802), deutscher Philologe, Historiker und Hochschullehrer

## Gedruckte Quellen
- Mecklenburgisches Urkundenbuch (MUB)